# Wayne Gardner
Wayne Gardner, punim imenom Wayne Michael Gardner (Wollongong, Novi Južni Wales, Australija, 11. listopada 1959.) je bivši australski vozač motociklističkih i automobilističkih utrka. 

## Uspjesi u prvenstvima

### Motociklizam
Svjetsko prvenstvo – 500cc
- prvak: 1987.
- drugoplasirani: 1986., 1988.

Britansko prvenstvo – 500cc
- prvak: 1984.

Britansko prvenstvo – TTF1
- prvak: 1983., 1984.

## Osvojene utrke - motociklizam

### Osvojene utrke u natjecanjima sa statusom svjetskog prvenstva
| sezona | prvenstvo                  | momčad                  | konstruktor | motocikl     | staza             | osvojena utrka           | izvori                     |
| ------ | -------------------------- | ----------------------- | ----------- | ------------ | ----------------- | ------------------------ | -------------------------- |
| 1986.  | Svjetsko prvenstvo - 500cc | Rothmans Honda - HRC    | Honda       | Honda NSR500 | Jarama            | VN Španjolske            | [ 5 ] [ 6 ] [ 7 ] [ 8 ]    |
| 1986.  | Svjetsko prvenstvo - 500cc | Rothmans Honda - HRC    | Honda       | Honda NSR500 | Assen             | VN Nizozemske (Dutch TT) | [ 5 ] [ 6 ] [ 7 ] [ 8 ]    |
| 1986.  | Svjetsko prvenstvo - 500cc | Rothmans Honda - HRC    | Honda       | Honda NSR500 | Silverstone       | VN Britanije             | [ 5 ] [ 6 ] [ 7 ] [ 8 ]    |
| 1987.  | Svjetsko prvenstvo - 500cc | Rothmans Honda - HRC    | Honda       | Honda NSR500 | Suzuka            | VN Japana                | [ 5 ] [ 9 ] [ 10 ] [ 11 ]  |
| 1987.  | Svjetsko prvenstvo - 500cc | Rothmans Honda - HRC    | Honda       | Honda NSR500 | Monza             | VN Nacija                | [ 5 ] [ 9 ] [ 10 ] [ 11 ]  |
| 1987.  | Svjetsko prvenstvo - 500cc | Rothmans Honda - HRC    | Honda       | Honda NSR500 | Salzburgring      | VN Austrije              | [ 5 ] [ 9 ] [ 10 ] [ 11 ]  |
| 1987.  | Svjetsko prvenstvo - 500cc | Rothmans Honda - HRC    | Honda       | Honda NSR500 | Grobnik           | VN Jugoslavije           | [ 5 ] [ 9 ] [ 10 ] [ 11 ]  |
| 1987.  | Svjetsko prvenstvo - 500cc | Rothmans Honda - HRC    | Honda       | Honda NSR500 | Anderstorp        | VN Švedska               | [ 5 ] [ 9 ] [ 10 ] [ 11 ]  |
| 1987.  | Svjetsko prvenstvo - 500cc | Rothmans Honda - HRC    | Honda       | Honda NSR500 | Brno - Masaryk    | VN Čehoslovačke          | [ 5 ] [ 9 ] [ 10 ] [ 11 ]  |
| 1987.  | Svjetsko prvenstvo - 500cc | Rothmans Honda - HRC    | Honda       | Honda NSR500 | Goiânia           | VN Brazila               | [ 5 ] [ 9 ] [ 10 ] [ 11 ]  |
| 1988.  | Svjetsko prvenstvo - 500cc | Rothmans Honda - HRC    | Honda       | Honda NSR500 | Assen             | VN Nizozemske (Dutch TT) | [ 5 ] [ 12 ] [ 13 ] [ 14 ] |
| 1988.  | Svjetsko prvenstvo - 500cc | Rothmans Honda - HRC    | Honda       | Honda NSR500 | Spa-Francorchamps | VN Belgije               | [ 5 ] [ 12 ] [ 13 ] [ 14 ] |
| 1988.  | Svjetsko prvenstvo - 500cc | Rothmans Honda - HRC    | Honda       | Honda NSR500 | Grobnik           | VN Jugoslavije           | [ 5 ] [ 12 ] [ 13 ] [ 14 ] |
| 1988.  | Svjetsko prvenstvo - 500cc | Rothmans Honda - HRC    | Honda       | Honda NSR500 | Brno - Masaryk    | VN Čehoslovačke          | [ 5 ] [ 12 ] [ 13 ] [ 14 ] |
| 1989.  | Svjetsko prvenstvo - 500cc | Rothmans Honda - HRC    | Honda       | Honda NSR500 | Phillip Island    | VN Australije            | [ 5 ] [ 15 ] [ 16 ] [ 17 ] |
| 1990.  | Svjetsko prvenstvo - 500cc | Rothmans Honda          | Honda       | Honda NSR500 | Jerez             | VN Španjolske            | [ 5 ] [ 18 ] [ 19 ] [ 20 ] |
| 1990.  | Svjetsko prvenstvo - 500cc | Rothmans Honda          | Honda       | Honda NSR500 | Phillip Island    | VN Australije            | [ 5 ] [ 18 ] [ 19 ] [ 20 ] |
| 1992.  | Svjetsko prvenstvo - 500cc | Rothmans Kanemoto Honda | Honda       | Honda NSR500 | Donnington Park   | VN Britanije             | [ 5 ] [ 21 ] [ 22 ] [ 23 ] |

## Pregled karijere

### Po sezonama - cestovni motociklizam
| sezona | prvenstvo                  | momčad                    | konstruktor | motocikl                    | utrka | pobjede | postolja | 1. startna pozicija | najbrži krug | bodova    | plasman | izvori                     |
| ------ | -------------------------- | ------------------------- | ----------- | --------------------------- | ----- | ------- | -------- | ------------------- | ------------ | --------- | ------- | -------------------------- |
| 1983.  | Svjetsko prvenstvo - 500cc | Honda Britain Racing      | Honda       | Honda NS500                 | 2     | 0       | 0        | 0                   | 0            | 0         | NC      | [ 5 ] [ 24 ] [ 25 ] [ 26 ] |
| 1984.  | Svjetsko prvenstvo - 500cc | Honda Britain Racing Team | Honda       | Honda RS500                 | 5 (6) | 0       | 1        | 0                   | 0            | 33        | 7.      | [ 5 ] [ 24 ] [ 27 ] [ 28 ] |
| 1985.  | Svjetsko prvenstvo - 500cc | Rothmans Honda Britain    | Honda       | Honda NS500 V3 Honda NSR500 | 12    | 0       | 5        | 0                   | 1            | 73        | 4.      | [ 5 ] [ 24 ] [ 29 ] [ 30 ] |
| 1986.  | Svjetsko prvenstvo - 500cc | Rothmans Honda - HRC      | Honda       | Honda NSR500                | 11    | 3       | 8        | 2                   | 3            | 117       | 2.      | [ 5 ] [ 24 ] [ 7 ] [ 8 ]   |
| 1987.  | Svjetsko prvenstvo - 500cc | Rothmans Honda - HRC      | Honda       | Honda NSR500                | 15    | 7       | 12       | 10                  | 8            | 178       | 1.      | [ 5 ] [ 24 ] [ 10 ] [ 11 ] |
| 1988.  | Svjetsko prvenstvo - 500cc | Rothmans Honda - HRC      | Honda       | Honda NSR500                | 15    | 4       | 11       | 5                   | 3            | 229       | 2.      | [ 5 ] [ 24 ] [ 13 ] [ 14 ] |
| 1989.  | Svjetsko prvenstvo - 500cc | Rothmans Honda - HRC      | Honda       | Honda NSR500                | 9     | 1       | 2        | 0                   | 1            | 67        | 10.     | [ 5 ] [ 24 ] [ 16 ] [ 17 ] |
| 1990.  | Svjetsko prvenstvo - 500cc | Rothmans Honda            | Honda       | Honda NSR500                | 12    | 2       | 6        | 2                   | 1            | 138       | 5.      | [ 5 ] [ 24 ] [ 19 ] [ 20 ] |
| 1991.  | Svjetsko prvenstvo - 500cc | Rothmans Honda            | Honda       | Honda NSR500                | 14    | 0       | 3        | 0                   | 0            | 161 (167) | 5.      | [ 5 ] [ 24 ] [ 31 ] [ 32 ] |
| 1992.  | Svjetsko prvenstvo - 500cc | Rothmans Kanemoto Honda   | Honda       | Honda NSR500                | 8     | 1       | 4        | 0                   | 2            | 78        | 6.      | [ 5 ] [ 24 ] [ 22 ] [ 23 ] |

## Vanjske poveznice
- (engl.) teamgardnerracing.com, wayback
- (engl.) waynegardner.com, wayback
- (engl.) svc074.wic006v.server-web.com, The Career of Wayne Gardner, wayback
- (engl.) motogp.com, Wayne Gardner  Arhivirana inačica izvorne stranice od 21. srpnja 2021. (Wayback Machine)